# Gölingstorpegölen
Gölingstorpegölen är en sjö i Mjölby kommun i Östergötland och ingår i Motala ströms huvudavrinningsområde.